# 新界區專線小巴620線
新界專綫小巴路線620，由瑞明服務營辦，來往峻巒及錦上路站，途經凹頭、下高埔村、高埔村，並取代了永東巴士由峻巒至錦上路站的住戶巴士服務。

## 歷史
當局鑑於位於沙埔村的大型私人屋苑「峻巒」於2016年第四季起陸續落成入伙，於2016年7月建議開辦一條往返該屋苑及港鐵錦上路站的專綫小巴服務，以配合該區人口增長。
- 2016年11月25日：運輸署刊憲公開招標4組共9條專綫小巴新路線的經營權，此路線為其中之一，[2]然而最終未能成功開辦。
- 2017年7月28日：運輸署刊憲公開招標3組共4條專綫小巴新路線的經營權，當中再度包括此路線，[3]最低用車數目由4輛減至3輛。
- 2018年3月20日：620線投入服務。[4]

## 服務時間及班次
- 星期一至六(公眾假期除外)峻巒開：

06:00-07:00，10分鐘一班

07:00-09:18，6分鐘一班

09:18-12:48，10分鐘一班

12:59，13:09，13:19

13:30-18:00，10分鐘一班

18:00-22:00，8分鐘一班

22:00-23:00，10分鐘一班

- 星期日及公眾假期除外峻巒開：

06:00-18:00，10分鐘一班

18:00-22:00，8分鐘一班

- 每日錦上路站開：06:05-22:05/23:05，6-11分鐘一班

## 收費
全程收費：$6.4
- 下高埔村來往錦上路站：$6.0

| - 此路線大小同價。 - 65歲或以上長者使用長者或個人八達通（包括「樂悠咭」），合資格殘疾人士使用「殘疾人士身份」個人八達通，以及60至64歲香港居民使用「樂悠咭」繳付車資，均可享有每程劃一$2.0的政府長者及合資格殘疾人士公共交通票價優惠計劃。 - 乘客可以現金或八達通卡於上車時付款，不設找贖。 - 繳付分段車費前請向司機揚聲，否則需付全費。 |

## 行車路線
- 往錦上路站途經：峻巒通路、青山公路－潭尾段、凹頭交匯處、錦田公路及錦河路[註 1]

| 620往錦上路站 | 620往錦上路站 | 620往錦上路站           |
| 序號          | 車站名稱      | 位置                    |
| ------------- | ------------- | ----------------------- |
| 1             | 峻巒          | 位於峻巒私家路範圍      |
| 2             | 紅毛橋        | 青山公路－潭尾段        |
| 凹頭交匯處    |               |                         |
| 3             | 凹頭油站      | 錦田公路                |
| 4             | 下高埔村      | 錦田公路                |
| 5             | 高埔村        | 錦田公路                |
| 錦河路        |               |                         |
| 6             | 錦上路站      | 近錦上路站D出口處停車灣 |

- 往峻巒途經：錦河路[註 1]、錦田公路、凹頭交匯處、青山公路潭尾段及峻巒通路

| 620往峻巒  | 620往峻巒 | 620往峻巒               |
| 序號       | 車站名稱  | 位置                    |
| ---------- | --------- | ----------------------- |
| 1          | 錦上路站  | 近錦上路站D出口處停車灣 |
| 錦河路     |           |                         |
| 2          | 高埔村    | 錦田公路                |
| 3          | 下高埔村  | 錦田公路                |
| 4          | 凹頭油站  | 錦田公路                |
| 凹頭交匯處 |           |                         |
| 5          | 紅毛橋    | 青山公路潭尾段          |
| 6          | 峻巒      | 位於峻巒私家路範圍      |

## 備註
1. 1 2 3 4  根據運輸署資料，620線的錦上路站總站應設於東站，即港鐵錦上路站C出口外。然而，實際運作上620線設其錦上路站總站於西站，即D出口外，與瑞明服務往返爾巒的路線相同。